# Gilainstraat (Tienen)
De Gilainstraat is een van de oudste straten van Tienen (Vlaams-Brabant, België).

## Geschiedenis
Gedurende meer dan zes eeuwen heette de Gilainstraat de Kabbeekstraat.
De Kabbeekstraat vormt de verbinding tussen de Grote Markt en de Diestsesteenweg. De naam komt al voor in 1285 als cabbikstrata, maar was toen al honderden jaren oud.
De naam verwijst naar het voormalige Hof van Kabbeek, in 1321 vermeld als in cabeke. Kabbeek ontstond door assimilatie uit ouder catbaki, dus Katbeek. Kat heeft dikwijls de betekenis van iets geringschattends.
De naam werd door het stadsbestuur op 28 oktober 1905 officieel vervangen door "Rue Gilain", naar de ingenieur Jacques Gilain (1856-1905), minder dan een half jaar burgemeester van Tienen (van 29 december 1904 tot 14 juni 1905).